# Dragons d’Iberville
Die Dragons d’Iberville (englisch Iberville Dragons) waren eine kanadische Eishockeymannschaft aus Iberville, Québec. Das Team spielte von 1996 bis 1998 in der Québec Semi-Pro Hockey League.

## Geschichte
Die Mannschaft wurde 1996 unter dem Namen Dragons du Haut-Richelieu als Franchise der Québec Semi-Pro Hockey League gegründet. In dieser waren sie eines von 13 Gründungsmitgliedern. In ihrer zweiten Spielzeit wurden die Dragons nach Iberville umgesiedelt. In den zwei Jahren ihres Bestehens erreichten sie in der regulären Saison einmal den zweiten und einmal den fünften Platz in der Division Ouest. In den anschließenden Playoffs um die Coupe Futura konnten sie sich jedoch nicht durchsetzen. 
Im Anschluss an die Saison 1997/98 wurde das Franchise nach Saint-Laurent, einem Vorort Montréals umgesiedelt, wo es anschließend unter dem Namen Dragons de Saint-Laurent am Spielbetrieb der Québec Semi-Pro Hockey League teilnahm.  